# Joconde (catalogue)
Pour les articles homonymes, voir Joconde.
Joconde est une base de données gérée par le ministère de la Culture français répertoriant dans un catalogue collectif les collections des musées français ayant l'appellation musée de France.
Elle tire son nom de La Joconde, tableau peint par Léonard de Vinci au XVIe siècle et exposé au musée du Louvre à Paris.

## Présentation
La base de données concerne les collections des musées de France. Elle est créée par le ministère de la Culture français au milieu des années 1970 et devient consultable via le Minitel en 1992 puis via Internet en 1995,.
Cette base contient non seulement les musées de France au sens de la loi n° 2002-5 du 4 janvier 2002 placés sous le contrôle scientifique et technique de l'État, mais aussi d'autres institutions muséales ne relevant pas du contrôle de l'État[réf. nécessaire].
Le 10 mars 2004, Joconde fusionne avec les bases de données Archéologie, qui répertorie les collections d'antiques et archéologiques, et Ethnologie qui concerne les collections d'ethnologie européenne et extra-européenne, d'histoire, de sciences et techniques. Les trois bases sont regroupées, le nom Joconde est conservé.
En 2010, la base Joconde a été consultée 15 millions de fois. Au cours de l'année 2012, le catalogue des collections des musées de France reçoit plus de 1 096 000 visites (du monde entier, chercheurs, étudiants, ou particuliers), lesquelles génèrent 62 millions de recherches, la consultation de 7,7 millions d'images et la lecture de plus d'un million de pages.
Fin 2011, la base Joconde liste 459 600 objets ; 19 687 nouvelles notices sont ajoutées au catalogue en 2012. Elle compte 485 293 objets au 1er juillet 2013, issus de 370 des collections des 1 221 musées de France et 562 641 objets au 1er janvier 2017, dont 369 839 illustrés. Au 1er janvier 2020, elle répertorie 598 949 objets, dont 249 182 dessins, 74 802 pièces archéologiques, 70 596 peintures, 53 625 pièces ethnologiques, 51 277 estampes, 40 907 sculptures, 33 141 céramiques, 32 028 photographies ou 18 761 costumes et leurs accessoires et près de 600 000 objets de 405 musées depuis le 28 janvier 2020.
En raison du changement du logiciel sur lequel fonctionnait la base Joconde, la totalité des notices est rendue également accessible en août 2018 sur la Plateforme Ouverte du Patrimoine (POP) du ministère de la Culture, qui depuis le 3 octobre 2018 reçoit les nouvelles notices ajoutées directement par les musées, tandis que l’alimentation du catalogue de la base Joconde est interrompue le 19 mars 2019.
Depuis le 9 juillet 2019, la base Joconde a été versée définitivement sur la base POP, qui regroupe 8 bases, dont la base Palissy et qui autorise une recherche avancée selon 9 critères principaux au lieu de 49 dans la base Joconde. Cependant elle permet de consulter désormais 3 976 845 objets, au 25 juin 2022, dont 253 677 dessins, 146 620 peintures ou 226 777 sculptures. L'ancienne page de recherche de Joconde est toujours disponible mais n'est donc plus actualisée depuis le 19 mars 2019.
Pour élargir la recherche des seules[pourquoi ?] œuvres d'art conservées dans les musées de France, il convient de compléter la base POP[Quand ?] [Par qui ?] par de nombreuses autres bases nationales, telles que la base Videomuseum,, réseau de plus de 70 musées et Fonds d'art moderne et contemporain, piloté par le musée national d'art moderne. Au 27 juin 2022, ce réseau comprenait 423 356 œuvres de 38 551 artistes, dont à peine 1% étaient reprises sur la base POP[réf. nécessaire], comme celles du Carré d'art de Nîmes ou du Fonds régional d'art contemporain (FRAC) Les Abattoirs à Toulouse'[réf. non conforme],. Il y a lieu également de tenir compte[Qui ?] de certaines des 75 139 œuvres répertoriées en juin 2022 dans les bases AGORHA de l'Institut national d'histoire de l'art, dont les 13 915 tableaux du répertoire des tableaux italiens dans les collections publiques françaises (RETIF), qui ne sont pas encore[Quand ?] tous versés[évasif] sur POP, la base A nos grands hommes réalisée par le musée d'Orsay, qui recense environ 8 000 sculptures de monuments publics, ou la base nationale des instruments de musique, qui regroupe 3 215 instruments de 105 musées, tels ceux du Musée de la Musique (Paris) versés majoritairement[évasif] sur POP, mais aucun des 9 129 instruments du musée du Quai Branly, ni d'ailleurs aucune autre de ses œuvres, etc.
Néanmoins, dans son 10e palmarès des musées français le Journal des Arts précise que les 340 principaux musées d'art seulement conservent déjà 8,5 millions d'œuvres, dont 37 % ont été récolées fin 2012, avant la date limite du premier récolement national le 12 juin 2014. Selon le bilan final du récolement décennal établi le 10 octobre 2014 par la direction des musées de France, les collections des 1 221 musées de France recensés à cette date, non compris le Muséum national d'histoire naturelle, comprenaient 54 270 093 œuvres, récolées à 40 %. En 40 ans, environ 1 % de ces collections a donc été versé sur la base Joconde, malgré le plan national de numérisation des collections nationales lancé en 1996 par le ministère de la Culture.
Le 27 janvier 2014 est mise en ligne l'expérimentation JocondeLab pilotée par la Délégation générale à la langue française et aux langues de France du ministère de la Culture. Elle donne accès au contenu de la base Joconde et notamment des notices illustrées de celle-ci en 14 langues entièrement fonctionnelles, dont quatre langues régionales de France, le breton, le basque, l'occitan et le catalan. Cela est rendu possible par le croisement des informations de la base Joconde avec des données provenant de l'encyclopédie Wikipédia, à travers le jeu de données DBpedia francophone. D'autres fonctionnalités telles que la cartographie, la frise historique ou encore la navigation par mots-clés de Wikipédia et la contribution sont aussi proposées.
Les résultats détaillés de la base Joconde étaient extrêmement structurés à l'aide de 49 critères différents de recherche, tels que : titre, dimensions, école/pays, ancienne attribution, ancienne appartenance, date d'acquisition, statut juridique, lieu et date de dépôt, référence Muséofile, qui ont été repris dans les notices de la base POP mais pas encore dans ses filtres de recherche avancée, et utilisaient un vocabulaire spécial qui permettait des recherches très précises et spécifiques, aidées par des index. Certaines images d'œuvres récentes peuvent manquer pour des raisons de droits d'auteurs.

## Techniques documentaires
La base Joconde est chargée de collecter l'ensemble des données produites par les musées relevant de l'appellation Musée de France, et donc essentiellement des collections publiques de France.
Le ministère de la Culture édite donc un standard d'échange de données, du moins une grille d'analyse et de classification des objets qui constitue le socle de la documentation des objets pour les musées.
Un objet de musée (tableau, outil, assiette, etc.) se voit donc décrit par un ensemble de champs libres, à thésaurus ou encore indexés permettant d'en indiquer son auteur, sa désignation, ses dimensions, ses appartenances au fil du temps ou ses différentes utilisations etc (en tout 71 champs dont les 18 colonnes du catalogue manuscrit justifiant de la propriété de chaque musée). Ce pourrait être vu comme les prémices du format UNIMARC pour la description des ouvrages, même si ce modèle reste uniquement français[pas clair].
Cette approche documentaire ne se veut pas exhaustive et les contenus documentaires utilisés par les musées sont en effet plus riches.
Ce modèle de données un peu rudimentaires en 2012 est décrit, documenté et publié depuis le 6 avril 2009 sur le site officiel de la base de données.
La base de données n'est pas uniquement destinée à l'information du public, mais aussi aux besoins des administrateurs et conservateurs des musées, grâce aux outils descriptifs professionnels mis à leur disposition pour faciliter notamment le catalogage et le récolement de leurs collections, ce qui explique la grande précision des notices. Dès lors que les versements sont effectués par les musées sur une base volontaire, on trouve aussi bien pour certains d'entre eux la majeure partie de leur collection, que pour d'autres une quantité négligeable de leur collection, comme celle des peintures du musée Bonnat-Helleu de Bayonne fermé depuis 2011, voire seulement les quelques dépôts permanents effectués par les musées nationaux, limités parfois à une seule œuvre.

## Actualisation
La base a besoin d'être actualisée. C'est ainsi que des tableaux jadis déposés à l'ambassade de France à Bonn, alors capitale de l'Allemagne de l'Ouest, y sont encore indiqués comme conservés en ce lieu.
- Henri-Pierre Danloux, (attribué à), Portrait d'homme[25]
- Charles Lefebvre, d'après Thomas Lawrence, Louis Antoine d'Artois duc d'Angoulême[26]
- Eugène Devéria, Prise de Saverne[27]
- Alexandre Roslin, Louis de France, Dauphin[28]
- Anonyme français du XVIIIe siècle, Vase d'or rempli de fleurs[29]